# Lars Malmkvist
Lars Ragnar Malmkvist (ur. 24 września 1955 w Malmö) – szwedzki zapaśnik przeważnie w stylu klasycznym. Dwukrotny olimpijczyk. Jedenasty w Montrealu 1976 i dziewiąty w Moskwie 1980. Walczył w kategorii 76 kg, w stylu klasycznym.
Brązowy medalista mistrzostw świata w 1978 i 1979. Czwarty na mistrzostwach Europy w 1975. Pięć razy na podium mistrzostw nordyckich w latach 1975 – 1980. Trzeci na MŚ juniorów w 1975 roku.